# Genom eld och vatten (album av Louise Hoffsten)
Genom eld och vatten är Louise Hoffstens debutalbum från 1987.

## Låtlista
| Nr           | Titel                  | Kompositör                  | Text            | Längd |
| ------------ | ---------------------- | --------------------------- | --------------- | ----- |
| 1.           | Genom vatten genom eld | Nils Hellberg               |                 | 3:00  |
| 2.           | Bara en lögn           | Inga Rumpf, Richard T. Bear | Louise Hoffsten | 3:05  |
| 3.           | Ge upp, lägg av        | Nils Hellberg               |                 | 3:48  |
| 4.           | Vad gör jag för fel    | Nils Hellberg               |                 | 3:58  |
| 5.           | På din väg ner         | A. Toussanin, E. Henriksson |                 | 6:41  |
| 6.           | Kom min älskling       | A. Fraser, Frankie Miller   | Louise Hoffsten | 4:34  |
| 7.           | Lever som man bor      | L. Björnsson, S. Hubertsson |                 | 3:20  |
| 8.           | Lasse liten blues      | Cornelis Vreeswijk          |                 | 3:30  |
| 9.           | Högt pris              | Louise Hoffsten, T. Persson |                 | 3:18  |
| 10.          | Du har ingenting       | Nils Hellberg               |                 | 3:29  |
| Total längd: | Total längd:           | Total längd:                | Total längd:    | 38:43 |

## Listplaceringar
| Lista (1987) | Topplacering |
| ------------ | ------------ |
| Sverige      | 41           |